# The Unholy Three (film din 1930)
The Unholy Three este un film american din 1930 produs de Irving Thalberg și regizat de Jack Conway cu vedeta Lon Chaney ca Prof. Echo. Este bazat pe romanul The Unholy Three scris de Tod Robbins. Filmul este o refacere cu sunet a  filmului mut din 1925.

## Distribuție
- Lon Chaney - Professor Echo / Mrs O'Grady
- Lila Lee - Rosie O'Grady
- Elliott Nugent - Hector McDonald
- Harry Earles - Midget / Tweedle Dee
- John Miljan - Prosecuting Attorney
- Ivan Linow - Hercules
- Clarence Burton - Detective Regan
- Crauford Kent - Defense Attorney
- Sidney Bracey - Mr. Arlington's butler
- Trixie Friganza - Lady Customer (nemenționat)
- Joseph W. Girard - Judge (nemenționat)
- Armand Kaliz - Jeweler (nemenționat)

## Vezi și
- Listă de filme refăcute N-Z
- Listă de filme polițiste din anii 1930
- Listă de filme referitoare la Crăciun
- Listă de filme americane din 1930
- Listă de filme înainte de Codul Hays

Format:Jack Conway